# Webometryczny ranking uniwersytetów świata
Webometryczny ranking uniwersytetów świata (ang. Webometrics Ranking of World Universities) – ranking uczelni na świecie tworzony na podstawie złożonego wskaźnika, który bierze pod uwagę zarówno ilość treści internetowych (liczba stron internetowych i plików danych umieszczonych w Internecie) oraz widoczność i wpływ tych publikacji internetowych według liczby linków zewnętrznych (otrzymane cytowania stron). Ranking jest publikowany przez Cybermetrics Lab, grupę badawczą z hiszpańskiej Naczelnej Rady Badań Naukowych (hiszp. Consejo Superior de Investigaciones Científicas, CSIC) z siedzibą w Madrycie.
Celem rankingu jest zwiększenie obecności instytucji akademickich i badawczych w Internecie i promowanie otwartego dostępu do publikacji wyników naukowych. Ranking powstał w 2004 i jest uaktualniany dwa razy w roku: w styczniu i w lipcu. Obecnie publikuje wskaźniki webometryczne dla ponad 12 000 szkół wyższych.

## Uzasadnienie i cele rankingu
Centralną hipotezą metody webometrycznej jest to, że obecność w Internecie jest wiarygodnym wskaźnikiem globalnej wydajności i prestiżu uczelni i jako taka jest pośrednim sposobem pomiaru wszystkich misji uniwersytetu (dydaktycznej, badań naukowych, transferu z biznesem). Chociaż internet jest powszechnie uznawany za jedno z najważniejszych narzędzi w komunikacji naukowej, nadal bardzo rzadko wskaźniki odnoszące się do niego są stosowane w ocenie badań naukowych i działalności akademickiej uczelni. Wskaźniki webometryczne istnieją, by pokazać zaangażowanie instytucji akademickich w Internecie.

## Pierwsze 50 najlepszych uczelni świata
Poniższa tabela przedstawia 50 najlepszych uczelni świata (17 stycznia 2022):
| Miejsce | Nazwa                                        | Państwo           | Widoczność | Wpływ | Otwartość | Prestiż |
| ------- | -------------------------------------------- | ----------------- | ---------- | ----- | --------- | ------- |
| 1       | Uniwersytet Harvarda                         | Stany Zjednoczone | 64         | 1     | 19        | 1       |
| 2       | Uniwersytet Stanforda                        | Stany Zjednoczone | 7          | 1     | 57        | 13      |
| 3       | Massachusetts Institute of Technology        | Stany Zjednoczone | 11         | 4     | 11        | 2       |
| 4       | Uniwersytet Kalifornijski w Berkeley         | Stany Zjednoczone | 645        | 3     | 18        | 15      |
| 5       | Uniwersytet Michigan                         | Stany Zjednoczone | 1008       | 5     | 69        | 3       |
| 6       | University of Oxford                         | Wielka Brytania   | 837        | 6     | 8         | 6       |
| 7       | University of Washington                     | Stany Zjednoczone | 23         | 11    | 21        | 5       |
| 8       | Uniwersytet Columbia                         | Stany Zjednoczone | 639        | 7     | 10        | 22      |
| 9       | Uniwersytet Cornella                         | Stany Zjednoczone | 909        | 8     | 23        | 20      |
| 10      | University of Cambridge                      | Wielka Brytania   | 13         | 14    | 67        | 9       |
| 11      | Uniwersytet Pensylwanii                      | Stany Zjednoczone | 892        | 12    | 58        | 10      |
| 12      | Uniwersytet Johnsa Hopkinsa                  | Stany Zjednoczone | 1271       | 10    | 12        | 35      |
| 13      | Uniwersytet Kalifornijski w Los Angeles      | Stany Zjednoczone | 1322       | 9     | 33        | 64      |
| 14      | Uniwersytet Yale                             | Stany Zjednoczone | 6          | 19    | 4         | 23      |
| 15      | University College London                    | Wielka Brytania   | 17         | 17    | 74        | 21      |
| 16      | Uniwersytet Kalifornijski w San Diego        | Stany Zjednoczone | 72         | 15    | 62        | 26      |
| 17      | University of Toronto                        | Kanada            | 73         | 13    | 40        | 48      |
| 18      | University of Wisconsin-Madison              | Stany Zjednoczone | 54         | 32    | 101       | 8       |
| 19      | University of Minnesota system               | Stany Zjednoczone | 31         | 16    | 48        | 72      |
| 20      | Duke University                              | Stany Zjednoczone | 977        | 31    | 45        | 12      |
| 21      | Pennsylvania State University                | Stany Zjednoczone | 36         | 18    | 26        | 90      |
| 22      | Northwestern University                      | Stany Zjednoczone | 60         | 20    | 39        | 73      |
| 23      | New York University                          | Stany Zjednoczone | 103        | 22    | 143       | 44      |
| 24      | Uniwersytet Teksański w Austin               | Stany Zjednoczone | 1100       | 42    | 66        | 7       |
| 25      | Uniwersytet Princeton                        | Stany Zjednoczone | 1100       | 24    | 36        | 38      |
| 26      | Uniwersytet Karoliny Północnej w Chapel Hill | Stany Zjednoczone | 283        | 28    | 158       | 39      |
| 27      | University of Chicago                        | Stany Zjednoczone | 192        | 40    | 118       | 17      |
| 28      | University of British Columbia               | Kanada            | 138        | 35    | 97        | 28      |
| 29      | Politechnika Federalna w Zurychu             | Szwajcaria        | 20         | 23    | 37        | 83      |
| 30      | Uniwersytet Tsinghua                         | Chiny             | 1410       | 41    | 65        | 14      |
| 31      | University of Southern California            | Stany Zjednoczone | 29         | 25    | 29        | 77      |
| 32      | Imperial College London                      | Wielka Brytania   | 1033       | 26    | 131       | 46      |
| 33      | University of Illinois at Urbana-Champaign   | Stany Zjednoczone | 158        | 65    | 20        | 4       |
| 34      | University of Florida                        | Stany Zjednoczone | 225        | 43    | 63        | 34      |
| 35      | Ohio State University                        | Stany Zjednoczone | 40         | 36    | 38        | 67      |
| 36      | Uniwersytet Kalifornijski w San Francisco    | Stany Zjednoczone | 23         | 30    | 112       | 90      |
| 37      | Uniwersytet Kalifornijski w Irvine           | Stany Zjednoczone | 1390       | 34    | 53        | 47      |
| 38      | Uniwersytet Marylandu w College Park         | Stany Zjednoczone | 55         | 27    | 24        | 138     |
| 39      | Washington University in St. Louis           | Stany Zjednoczone | 328        | 58    | 182       | 11      |
| 40      | University of Pittsburgh                     | Stany Zjednoczone | 33         | 38    | 22        | 85      |
| 41      | University of Melbourne                      | Australia         | 4          | 57    | 50        | 30      |
| 42      | Carnegie Mellon University                   | Stany Zjednoczone | 1628       | 51    | 140       | 19      |
| 43      | University of Edinburgh                      | Wielka Brytania   | 172        | 33    | 108       | 114     |
| 44      | Michigan State University                    | Stany Zjednoczone | 1584       | 56    | 88        | 29      |
| 45      | Purdue University                            | Stany Zjednoczone | 773        | 60    | 60        | 33      |
| 46      | Uniwersytet Rutgersa                         | Stany Zjednoczone | 129        | 46    | 61        | 106     |
| 47      | Uniwersytet Nowej Południowej Walii          | Australia         | 8          | 109   | 1         | 16      |
| 48      | Uniwersytet Bostoński                        | Stany Zjednoczone | 332        | 63    | 162       | 36      |
| 49      | Narodowy Uniwersytet Singapuru               | Singapur          | 121        | 50    | 64        | 84      |
| 50      | University of Queensland                     | Australia         | 135        | 77    | 188       | 27      |

## Zmiany w rankingu
Oto zmiany powstające na pierwszych 10 miejscach rankingu od 2009 roku:
| Nazwa                                      | Państwo           | lipiec 2009 | styczeń 2010 | styczeń 2011 | styczeń 2012 | styczeń 2013 | styczeń 2014 |
| ------------------------------------------ | ----------------- | ----------- | ------------ | ------------ | ------------ | ------------ | ------------ |
| Uniwersytet Harvarda                       | Stany Zjednoczone | 2           | 1            | 2            | 1            | 1            | 1            |
| Massachusetts Institute of Technology      | Stany Zjednoczone | 1           | 2            | 1            | 2            | 2            | 2            |
| Uniwersytet Stanforda                      | Stany Zjednoczone | 3           | 3            | 3            | 3            | 3            | 3            |
| Uniwersytet Kalifornijski w Berkeley       | Stany Zjednoczone | 4           | 4            | 4            | 5            | 4            | 6            |
| Uniwersytet Kalifornijski w Los Angeles    | Stany Zjednoczone | 19          | 17           | 17           | 14           | 5            | 8            |
| Uniwersytet Waszyngtonu                    | Stany Zjednoczone | 6           | 6            | 9            | 9            | 6            | 35           |
| Uniwersytet Michigan                       | Stany Zjednoczone | 10          | 9            | 7            | 4            | 7            | 20           |
| Uniwersytet Cornella                       | Stany Zjednoczone | 5           | 5            | 5            | 6            | 8            | 4            |
| Uniwersytet Minnesoty                      | Stany Zjednoczone | 7           | 7            | 8            | 13           | 9            | 31           |
| Uniwersytet Pensylwanii                    | Stany Zjednoczone | 15          | 14           | 10           | 15           | 10           | 7            |
| University of Wisconsin-Madison            | Stany Zjednoczone | 6           | 10           | 6            | 8            | 14           | 43           |
| Uniwersytet Teksański w Austin             | Stany Zjednoczone | 11          | 12           | 13           | 19           | 17           | 13           |
| Uniwersytet Stanu Michigan                 | Stany Zjednoczone | 31          | 23           | 26           | 7            | 21           | 85           |
| Uniwersytet Illinois w Urbanie i Champaign | Stany Zjednoczone | 9           | 13           | 22           | 54           | 26           | 34           |
| Kalifornijski Instytut Techniczny          | Stany Zjednoczone | 8           | 11           | 25           | 36           | 41           | 27           |
| Uniwersytet Pittsburski                    | Stany Zjednoczone | 37          | 39           | 45           | 10           | 42           | 55           |

## Polskie uczelnie w rankingu
10 najlepszych polskich uczelni w rankingu webometrycznym w lipcu 2021:
| Miejsce w rankingu w Polsce | Miejsce w rankingu światowym | Zdjęcie | Nazwa                                    | Miasto   | Wpływ | Otwartość | Doskonałość |
| --------------------------- | ---------------------------- | ------- | ---------------------------------------- | -------- | ----- | --------- | ----------- |
| 1                           | 374                          |         | Uniwersytet Jagielloński                 | Kraków   | 438   | 602       | 398         |
| 2                           | 388                          |         | Uniwersytet Warszawski                   | Warszawa | 301   | 686       | 493         |
| 3                           | 536                          |         | Akademia Górniczo-Hutnicza w Krakowie    | Kraków   | 595   | 818       | 573         |
| 4                           | 569                          |         | Politechnika Warszawska                  | Warszawa | 753   | 698       | 609         |
| 5                           | 626                          |         | Uniwersytet Adama Mickiewicza w Poznaniu | Poznań   | 644   | 721       | 805         |
| 6                           | 681                          |         | Uniwersytet Mikołaja Kopernika w Toruniu | Toruń    | 464   | 790       | 1056        |
| 7                           | 751                          |         | Politechnika Poznańska                   | Poznań   | 650   | 960       | 1027        |
| 8                           | 814                          |         | Uniwersytet Wrocławski                   | Wrocław  | 787   | 1102      | 1051        |
| 9                           | 864                          |         | Politechnika Śląska w Gliwicach          | Gliwice  | 1266  | 943       | 984         |
| 10                          | 885                          |         | Warszawski Uniwersytet Medyczny          | Warszawa | 1429  | 1137      | 910         |

## Rankingi kontynentalne

### Ranking uczelni w Europie
Oto 10 najlepszych uczelni w rankingu webometrycznym w Europie:
| Miejsce w rankingu światowym | Miejsce w rankingu europejskim | Nazwa                             | Państwo         | Widoczność | Wpływ | Otwartość | Prestiż |
| ---------------------------- | ------------------------------ | --------------------------------- | --------------- | ---------- | ----- | --------- | ------- |
| 18                           | 1                              | Uniwersytet Oksfordzki            | Wielka Brytania | 54         | 32    | 101       | 8       |
| 20                           | 2                              | University of Cambridge           | Wielka Brytania | 977        | 31    | 45        | 12      |
| 39                           | 3                              | University College London         | Wielka Brytania | 328        | 58    | 182       | 11      |
| 45                           | 4                              | Politechnika Federalna w Zurychu  | Szwajcaria      | 773        | 60    | 60        | 33      |
| 52                           | 5                              | Uniwersytet Edynburski            | Wielka Brytania | 387        | 61    | 196       | 53      |
| 69                           | 6                              | Uniwersytet Utrechcki             | Holandia        | 84         | 113   | 159       | 32      |
| 78                           | 7                              | Uniwersytet Wiedeński             | Austria         | 1001       | 53    | 121       | 267     |
| 88                           | 8                              | Politechnika Federalna w Lozannie | Szwajcaria      | 1453       | 107   | 156       | 93      |
| 89                           | 9                              | Uniwersytet w Heidelbergu         | Niemcy          | 37         | 154   | 107       | 63      |
| 90                           | 10                             | Uniwersytet Amsterdamski          | Holandia        | 325        | 165   | 352       | 41      |

### Ranking uczelni w Afryce
Oto 10 najlepszych uczelni w rankingu webometrycznym w Afryce:
| Miejsce w rankingu światowym | Miejsce w rankingu afrykańskim | Nazwa                                         | Państwo           | Widoczność | Wpływ | Otwartość | Prestiż |
| ---------------------------- | ------------------------------ | --------------------------------------------- | ----------------- | ---------- | ----- | --------- | ------- |
| 299                          | 1                              | Uniwersytet Kairski                           | Egipt             | 886        | 76    | 1325      | 658     |
| 391                          | 2                              | Uniwersytet Kapsztadzki                       | Południowa Afryka | 760        | 556   | 655       | 268     |
| 504                          | 3                              | Uniwersytet w Stellenbosch                    | Południowa Afryka | 327        | 981   | 419       | 449     |
| 549                          | 4                              | Uniwersytet w Pretorii                        | Południowa Afryka | 340        | 1154  | 196       | 612     |
| 632                          | 5                              | University of KwaZulu-Natal                   | Południowa Afryka | 1181       | 886   | 677       | 554     |
| 690                          | 6                              | University of the Witwatersrand               | Południowa Afryka | 1600       | 1310  | 468       | 423     |
| 885                          | 7                              | Uniwersytet Prowincji Przylądkowej Zachodniej | Południowa Afryka | 1941       | 606   | 2287      | 1255    |
| 1060                         | 8                              | Rhodes University                             | Południowa Afryka | 1039       | 1880  | 871       | 1198    |
| 1167                         | 9                              | Uniwersytet w Nairobi                         | Kenia             | 1828       | 1898  | 774       | 1329    |
| 1218                         | 10                             | Uniwersytet Makerere                          | Uganda            | 2021       | 2567  | 896       | 865     |

### Ranking uczelni w Azji
Oto 10 najlepszych uczelni w rankingu webometrycznym w Azji:
| Miejsce w rankingu światowym | Miejsce w rankingu azjatyckim | Nazwa                             | Państwo          | Widoczność | Wpływ | Otwartość | Prestiż |
| ---------------------------- | ----------------------------- | --------------------------------- | ---------------- | ---------- | ----- | --------- | ------- |
| 54                           | 1                             | Narodowy Uniwersytet Singapuru    | Singapur         | 544        | 66    | 176       | 43      |
| 57                           | 2                             | Uniwersytet Tsinghua              | Chiny            | 296        | 70    | 441       | 54      |
| 63                           | 3                             | Uniwersytet Tokijski              | Japonia          | 145        | 122   | 44        | 24      |
| 66                           | 4                             | Państwowy Uniwersytet Tajwański   | Tajwan           | 2          | 85    | 30        | 103     |
| 67                           | 5                             | Uniwersytet Pekiński              | Chiny            | 1316       | 78    | 366       | 56      |
| 76                           | 6                             | Uniwersytet Zhejiang              | Chiny            | 208        | 92    | 111       | 79      |
| 92                           | 7                             | Uniwersytet w Wuhanie             | Chiny            | 93         | 64    | 335       | 307     |
| 94                           | 8                             | Uniwersytet Jiao Tong w Szanghaju | Chiny            | 370        | 118   | 273       | 107     |
| 107                          | 9                             | Uniwersytet Fudan                 | Chiny            | 1274       | 106   | 842       | 141     |
| 108                          | 10                            | Narodowy Uniwersytet Seulski      | Korea Południowa | 39         | 196   | 92        | 76      |

### Ranking uczelni w Ameryce Łacińskiej
Oto 10 najlepszych uczelni w rankingu webometrycznym w Ameryce Łacińskiej:
| Miejsce w rankingu światowym | Miejsce w rankingu kontynentu | Nazwa                                     | Państwo   | Widoczność | Wpływ | Otwartość | Prestiż |
| ---------------------------- | ----------------------------- | ----------------------------------------- | --------- | ---------- | ----- | --------- | ------- |
| 29                           | 1                             | Uniwersytet w São Paulo                   | Brazylia  | 33         | 54    | 10        | 78      |
| 50                           | 2                             | Narodowy Uniwersytet Autonomiczny Meksyku | Meksyk    | 48         | 49    | 41        | 302     |
| 206                          | 3                             | Universidade Federal do Rio Grande do Sul | Brazylia  | 24         | 487   | 48        | 420     |
| 235                          | 4                             | Universidade Federal de Santa Catarina    | Brazylia  | 254        | 180   | 133       | 705     |
| 240                          | 5                             | Uniwersytet Brazylii                      | Brazylia  | 355        | 274   | 175       | 378     |
| 248                          | 6                             | Universidad de Chile                      | Chile     | 124        | 299   | 242       | 462     |
| 276                          | 7                             | Uniwersytet w Buenos Aires                | Argentyna | 489        | 355   | 195       | 362     |
| 335                          | 8                             | Uniwersytet w Campinas                    | Brazylia  | 1424       | 433   | 128       | 324     |
| 354                          | 9                             | Universidade Federal de Minas Gerais      | Brazylia  | 499        | 507   | 222       | 441     |
| 368                          | 10                            | Narodowy Uniwersytet Kolumbii             | Kolumbia  | 236        | 335   | 181       | 977     |

### Ranking uczelni Australii i Oceanii
Oto 10 najlepszych uczelni w rankingu webometrycznym w Australii i Oceanii:
| Miejsce w rankingu światowym | Miejsce w rankingu kontynentu | Nazwa                               | Państwo       | Widoczność | Wpływ | Otwartość | Prestiż |
| ---------------------------- | ----------------------------- | ----------------------------------- | ------------- | ---------- | ----- | --------- | ------- |
| 74                           | 1                             | Australijski Uniwersytet Narodowy   | Australia     | 364        | 69    | 218       | 134     |
| 83                           | 2                             | Uniwersytet Monasha                 | Australia     | 430        | 101   | 478       | 82      |
| 100                          | 3                             | University of Melbourne             | Australia     | 334        | 203   | 477       | 37      |
| 117                          | 4                             | Uniwersytet Nowej Południowej Walii | Australia     | 485        | 180   | 264       | 75      |
| 123                          | 5                             | University of Sydney                | Australia     | 768        | 257   | 139       | 40      |
| 126                          | 6                             | University of Queensland            | Australia     | 1633       | 233   | 210       | 50      |
| 174                          | 7                             | Uniwersytet w Auckland              | Nowa Zelandia | 434        | 200   | 379       | 193     |
| 235                          | 8                             | Uniwersytet Australii Zachodniej    | Australia     | 901        | 335   | 1056      | 145     |
| 254                          | 9                             | University of Adelaide              | Australia     | 584        | 367   | 361       | 193     |
| 267                          | 10                            | Uniwersytet Masseya                 | Nowa Zelandia | 1967       | 167   | 794       | 525     |

## Rankingi według poszczególnych parametrów

### Ranking Widoczności
| Miejsce | Uczelnia                                  | Państwo           |
| ------- | ----------------------------------------- | ----------------- |
| 1       | Instytut Karolinska                       | Szwecja           |
| 2       | Państwowy Uniwersytet Tajwański           | Tajwan            |
| 3       | Uniwersytet Lublański                     | Słowenia          |
| 4       | California Institute of Technology        | Stany Zjednoczone |
| 5       | Uniwersytet Hamburski                     | Niemcy            |
| 6       | University of Wisconsin-Madison           | Stany Zjednoczone |
| 7       | Massachusetts Institute of Technology     | Stany Zjednoczone |
| 8       | Uniwersytet Kalifornijski w San Francisco | Stany Zjednoczone |
| 9       | Université de Bordeaux                    | Francja           |
| 10      | KAIST                                     | Korea Południowa  |

### Ranking Otwartości
| Miejsce | Uczelnia                                    | Państwo           |
| ------- | ------------------------------------------- | ----------------- |
| 1       | Uniwersytet Kalifornijski w San Francisco   | Stany Zjednoczone |
| 2       | Universitas Negeri Surabaya                 | Indonezja         |
| 3       | Uniwersytet w Hongkongu                     | Hongkong          |
| 4       | University of Wisconsin-Madison             | Stany Zjednoczone |
| 5       | Uniwersytet Kentucky                        | Stany Zjednoczone |
| 6       | Uniwersytet Islamski Imam Muhammad ibn Saud | Arabia Saudyjska  |
| 7       | Uniwersytet Islamski w Medynie              | Arabia Saudyjska  |
| 8       | Uniwersytet Waszyngtonu                     | Stany Zjednoczone |
| 9       | Uniwersytet Muhammadiyah Malang             | Indonezja         |
| 10      | Uniwersytet Cornella                        | Stany Zjednoczone |

### Ranking Prestiżu
| Miejsce | Uczelnia                                | Państwo           |
| ------- | --------------------------------------- | ----------------- |
| 1       | Uniwersytet Harvarda                    | Stany Zjednoczone |
| 2       | Uniwersytet Stanforda                   | Stany Zjednoczone |
| 3       | Uniwersytet Kalifornijski w Los Angeles | Stany Zjednoczone |
| 4       | Uniwersytet Johnsa Hopkinsa             | Stany Zjednoczone |
| 5       | Uniwersytet Michigan                    | Stany Zjednoczone |
| 6       | Uniwersytet Waszyngtonu                 | Stany Zjednoczone |
| 7       | University of Toronto                   | Kanada            |
| 8       | Uniwersytet Oksfordzki                  | Wielka Brytania   |
| 9       | Uniwersytet Pensylwanii                 | Stany Zjednoczone |
| 10      | Uniwersytet Columbia                    | Stany Zjednoczone |